# KK Rabotnički Skopje
Der Košarkaški klub Rabotnički (mazedonisch кошаркарски клуб Работнички, Basketball-Klub Arbeiter) ist ein Basketballverein aus der nordmazedonischen Hauptstadt Skopje. Die Herrenmannschaft wurde 1946 als Teil von Rabotnički Skopje gegründet und galt als führende Mannschaft der jugoslawischen Teilrepublik SR Mazedonien. Auch nach der Unabhängigkeit Mazedoniens gewann die Mannschaft 13 der ersten 14 ausgespielten Meisterschaften sowie jene von 2009. Den letzten nationalen Titelgewinn erreichten die Herren von Rabotnički im Pokalwettbewerb 2015; alle sonstigen Titelgewinne in nationalen Wettbewerben seit 2012 erreichte bis einschließlich 2016 Lokalrivale KK MZT Skopje.

## Geschichte
1946 bis 1992
Die Basketballabteilung wurde 1946 als Teil des Eisenbahner-Sportvereins Rabotnički Skopje eingerichtet und gehört zu den ältesten Basketballmannschaften des später unabhängigen Mazedoniens. Demzufolge gewann man in den ersten sieben Jahren des Bestehens mangels besonderer Konkurrenz von 1947 bis 1953 die regionalen Meisterschaften der damaligen jugoslawischen Teilrepublik. Anschließend gehörte man zunächst kurzfristig der zweithöchsten Spielklasse der SFR Jugoslawien an. Nachdem man Anfang der 1960er Jahre vier weitere regionale Meisterschaften von Mazedonien gewonnen hatte, wurde die Mannschaft nach Erweiterung der YUBA-Liga auf zwölf Mannschaften 1965 zu einer Fahrstuhlmannschaft in der höchsten nationalen Spielklasse. Nach dem Klassenerhalt 1969 konnte sich die Mannschaft in der höchsten Spielklasse etablieren und erreichte dreimal 1971, 1972 und 1975 mit ausgeglichener Saisonbilanz einen fünften Platz als beste Platzierung. Für Pokalsieger KK Radnički Belgrad rückte Pokalfinalist Rabotnički in den FIBA Europapokal der Pokalsieger 1975/76 nach, in dem die Mannschaft mit unter anderen dem damals im gesamten Jugoslawien populären Nationalspieler Blagoja Georgievski das Halbfinale erreichte. Nach einer hohen Auswärtsniederlage bei dem in europäischen Wettbewerben etablierten italienischen Rekordmeister und späteren Titelgewinner Olimpia Milano reichte ein 104:89-Erfolg in Skopje nicht zum Einzug in das Finale. Rabotnički hingegen stieg 1978 nach zehn Jahren zunächst einmal wieder aus der YUBA-Liga ab und wurde erneut zur Fahrstuhlmannschaft in Jugoslawien. Nach der sofortigen Rückkehr war man Viertletzter 1980, Drittletzter 1981 und schließlich Tabellenletzter 1982 sowie nach der erneuten Rückkehr Vorletzter 1984. Als Drittletzter 1986 reichte es zum ersten Klassenerhalt seit 1981, doch in der folgenden Saison stieg man als Letzter nicht nur wieder ab, sondern wurde auch vom Lokalrivalen KK MZT überflügelt, der bei seiner Premiere in der höchsten nationalen Spielklasse den Klassenerhalt erreichte. Doch auch MZT hielt sich nur eine weitere Saison in der YUBA, bevor Rabotnički nach der Abkehr der kroatischen und slowenischen Klubs für eine letzte Spielzeit 1991/92 in die YUBA zurückkehrte und einen dritten Platz erreichte. Im Halbfinale der Meisterschaft verlor die Mannschaft aus dem sich mittlerweile ebenfalls unabhängig erklärten Mazedonien gegen KK Roter Stern Belgrad.
1992 bis 2000
Nach der Unabhängigkeit blieb Rabotnički zunächst führend in Mazedonien und gewann in den ersten beiden Jahren das Double als Titelgewinner in Meisterschaft und Pokalwettbewerb. In der Meisterschaft konnte man als Godel Rabotnički zunächst sogar alle Titel gewinnen bis auf die Saison 1999/2000, als KK Nikol Fert Gostivar in die Phalanx von Rabotničkis Titelgewinnen einbrach und die Meisterschafts-Play-off-Finalserie mit drei zu zwei Siegen in fünf Spielen gegen den Titelverteidiger gewann. Nach den Titelgewinnen in den ersten beiden Pokalwettbewerben erreichte Godel Rabotnički nur noch die Finalspiele 1996 und 1998, wobei man nur das letzte gegen KK Tikveš Kavadarci gewann.
Mit der Unabhängigkeit ab 1992 nahm Rabotnički im Folgenden jetzt auch regelmäßig an europäischen Vereinswettbewerben teil. Der FIBA Europapokal der Landesmeister war durch die Teilnahme mehrerer Klubs einzelner Nationen zur FIBA Europaliga geworden, in der der KK Rabotnički dreimal zwischen 1993 und 1995 in der Qualifikation vor Erreichen der Gruppenphase scheiterte. In dem aus dem Europapokal der Pokalsieger hervorgegangenen und später Saporta Cup benannten FIBA Europacup erreichte man zwar die Gruppenphasen mit zehn Vorrundenspielen, in der man dann aber 1993/94 mit zwei, 1996/97 mit einem und 1997/98 mit gar keinem Sieg frühzeitig ausschied. Bei der letzten Teilnahme in diesem Wettbewerb in der Saison 1999/2000 teilte man sich mit jeweils einem Sieg den letzten Gruppenplatz mit portugiesischen Klub aus Ílhavo. 
seit 2000
Unter dem neuen Namenssponsor Feršped Rabotnički gingen die folgenden sechs Meisterschaftstitel wieder in die Hauptstadt, bevor der Titelverteidiger in der Finalserie 2007 vom Klub aus Strumica klar bezwungen wurde. Die beiden Pokalfinalspiele 2001 und 2002 hatte man noch gegen Nikol Fert Gostivar verloren, bevor man ab 2003 viermal hintereinander das Double mit Titelgewinnen auch im Pokalwettbewerb gewann. Nachdem Strumica die Meisterschaft 2008 an den Klub Feni Industries aus Kavadarci verloren hatte, holte sich Rabotnički die Meisterschaft 2009 gegen den damaligen Titelverteidiger Feni Industries zurück. Feni Industries gewann aber wieder die beiden folgenden Meisterschaften, die letzte davon 2011 in der Finalserie gegen Rabotnički, der jedoch einen weiteren Pokalsieg im Finale gegen Lokalrivale MZT Aerodrom gewann, deutlich mit vier Siegen zu einem. Anschließend musste der Klub aus der Weinregion um Tikveš den Titel Rabotničkis Lokalrivalen MZT Aerodrom überlassen, der ab 2012 alle Meisterschaften gewann, darunter auch 2014 zurück im Modus Best-of-Five mit 3:1 gegen Rabotnički. Den einzigen nationalen Titelgewinn seit 2012, den MZT nicht gewinnen konnte, war der Pokalwettbewerb 2015, den Rabotnički im Finale gegen Kožuv aus Gevgelija gewann.
International reichte es für Rabotnički im Korać-Cup 2000/01 erneut nicht zum Erreichen der Gruppenphase, als man zum Auftakt in der ersten Qualifikationsrunde dem bosnischen Klub KK Igokea Aleksandrovac unterlag. Nach der Neuordnung der Europapokalwettbewerbe durch den Einstieg der ULEB als Ausrichter versuchte sich Rabotnički weiter mit sehr mäßigem Erfolg in den verbliebenen, sportlich weniger herausfordernden Wettbewerben der FIBA Europa. In der Premierensaison des später FIBA EuroCup Challenge genannten Wettbewerbs reichte es in der Saison 2002/03 nur zu einem Sieg in zehn Vorrundenspielen. Im reduzierten Teilnehmerfeld der folgenden Saison setzte man sich als Vorrunden-Gruppenzweiter gegen CSU Asesoft Ploiești durch und erreichte nach Siegen in K.-o.-Runden über zwei zyprische Mannschaften das Finalspiel der Conference South gegen Gastgeber Tuborg Pilsner SK in Izmir, welches knapp mit zwei Punkten Unterschied verloren ging. Die folgende Teilnahme an der FIBA Europe League 2004/05, aus der die EuroChallenge hervorging, erwies dann wieder als eine Nummer zu groß für die Mannschaft, als man nur zwei von zwölf Vorrundenspielen gewinnen konnte. 
Über eine Teilnahme an der supranationalen ABA-Liga, die sich in der Nachfolge der alten jugoslawischen YUBA-Liga ab 2001 bildete, konnte sich Rabotnički mit den Veranstaltern nicht einigen, stattdessen nahm der Klub in der Premierensaison an der Balkan League teil, in der man 2009 das Finale erreichte, das gegen den Gastgeber Rilski Sportist Samokow verloren ging. Bereits in der folgenden Saison schied der vormalige Finalist nach nur einem Sieg in acht Vorrundenspielen bei seiner zweiten und seitdem letzten Teilnahme frühzeitig auch aus diesem Wettbewerb aus.

## Bekannte Spieler
| - Blagoja Georgievski 1968–84 - Pero Blazevski 1990–94, 1997/98, 2010/11 - Marko Ivanović 1991/92, 1993–96 - Dušan Bocevski 1993–97 - Dejan Jovanovski 1993–97, 2005/06 - Vladimir Dragutinović 1996/97 - Goran Veselinovski 1997–2009 - Gjorgji Čekovski 1997–2003, 2009, seit 2014 - Vrbica Stefanov 1998/99 - Pero Antić 1999–2001 | - Ognen Stojanovski 2001–09 - Riste Stefanov 2003–05, 2010, 2014 - Todor Gečevski 2003/04, 2014/15 - Kendrick Johnson 2004/05 - Vernand Hollins 2004/05 - Aleksandar Kostoski 2006/07 - Dimitar Mirakovski 2007/08, 2009, 2010–13, seit 2014 - Marko Simonovski 2009/10, 2011, 2013/14 - Gary Ware 2010/11 | - / Mohamed Abukar 2013 - Rudy Mbemba 2013/14 - William Coleman 2014 - Goran Ikonić 2014 |